# Bad Kötzting

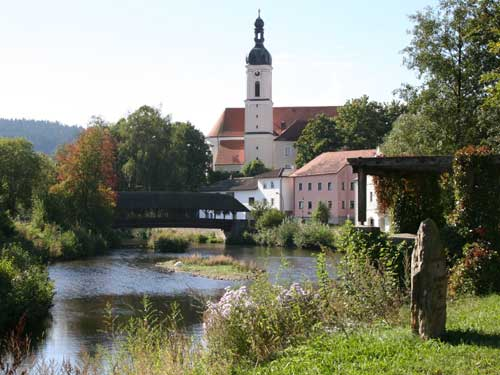
Bad Kötzting

Bad Kötzting este un oraș din districtul Cham, regiunea administrativă Palatinatul Superior, landul Bavaria, Germania.